# Diocesi di Comama
La diocesi di Comama (in latino: Dioecesis Comamena) è una sede soppressa del patriarcato di Costantinopoli e una sede titolare della Chiesa cattolica.

## Storia
Comama, identificabile con Sehiriyük nell'odierna Turchia, è un'antica sede episcopale della provincia romana della Panfilia Seconda nella diocesi civile di Asia. Faceva parte del patriarcato di Costantinopoli ed era suffraganea dell'arcidiocesi di Perge. La diocesi non è menzionata in nessuna Notitia Episcopatuum del patriarcato.
Incerta è l'attribuzione dei vescovi a questa antica diocesi, per le varianti presenti negli antichi manoscritti e per l'omonimia con altre diocesi. Il primo vescovo attribuito a Comama è Esichio, che assistette al concilio di Costantinopoli del 381. Sono cinque le liste episcopali note di questo concilio: le due in latino, pubblicate da Mansi, riportano le varianti Commanensis e Cotenu; gli altri elenchi hanno la lezione Cotenna. Janin, basandosi unicamente sulla prima lista latina, attribuisce Esichio a Comama, riconoscendo in lui l'unico vescovo certo di Comama; Le Quien e Destephen invece lo assegnano alla diocesi di Cotenna, che è la variante prevalente fra i manoscritti.
Il secondo vescovo attribuito a Comama è Efesio, chiamato Efestio da Le Quien, che sottoscrisse nel 458 la lettera dei vescovi della Panfilia Seconda all'imperatore Leone I dopo la morte del patriarca Proterio di Alessandria. Le Quien lo assegna ad una ecclesia Commaci, inesistente in Panfilia; per Destephen, che si riferisce all'edizione critica degli Acta Conciliorum Oecumenicorum di Eduard Schwarz, Efesio è l'unico vescovo certamente appartenente a Comama.
Alla stessa ecclesia Commaci Le Quien assegna il vescovo Giovanni, che il 20 luglio 518 sottoscrisse la petizione che il sinodo di Costantinopoli inviò al patriarca Giovanni II in favore della definizione di fede di Calcedonia e contro Severo di Antiochia e il partito monofisita. Il testo greco riporta l'espressione Ioannes episcopos Ymaton poleos, e cioè "Giovanni vescovo della città di Hymatai", termine che Le Quien propone di correggere in Commakon. Per Janin questa città resta sconosciuta, mentre Honigmann sostiene l'esistenza di una diocesi di Hymatai, che tuttavia non è menzionata in nessuna fonte storica. Schwarz pensa invece ad un errore degli amanuensi e propone di correggere il termine Ymaton con Senneon, ossia la sede di Semnea. Destephen appoggia l'interpretazione di Schwarz.
Dal 1933 Comama è annoverata tra le sedi vescovili titolari della Chiesa cattolica; il titolo finora non è mai stato assegnato.

## Cronotassi dei vescovi greci
- Esichio ? † (menzionato nel 381)
- Efesio (Efestio) † (menzionato nel 458)
- Giovanni ? † (menzionato nel 518)